# Johann Gebhard Ehrenreich Maaß
Johann Gebhard Ehrenreich Maaß (* 26. Februar 1766 in Krottorf; † 23. Dezember 1823 in Halle (Saale)) war ein deutscher Philosoph und Autor.

## Leben
Joh. Gebh. Ehrenreich Maaß war der älteste Sohn des Predigers Samuel Ehrenreich Maaß in Krottorf. Sein Bruder Friedrich Karl Heinrich Maaß wurde Direktor des Domgymnasiums in Halberstadt.

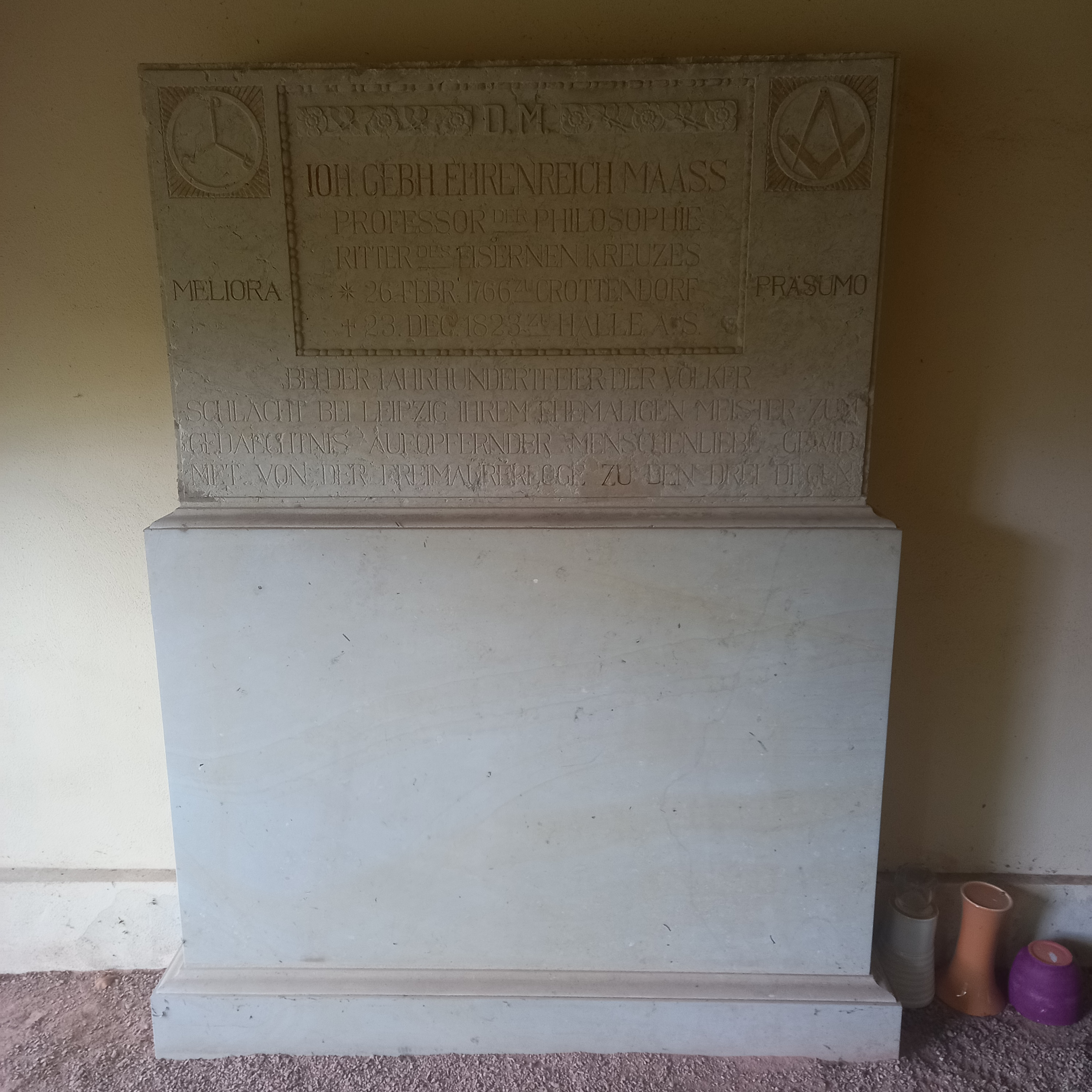
Gedenktafel für Johann Gebhard Ehrenreich Maaß auf dem Stadtgottesacker in Halle

Maaß besuchte die Domschule (siehe Martineum) in Halberstadt, zu seinen Mitschülern gehörte der spätere Schulrektor Christian Gottfried Wilhelm Lehmann. 1784 begann er an der Martin-Luther-Universität in Halle Theologie zu studieren. 1787 habilitierte er sich, am 15. November 1791 wurde er außerordentlicher und 1798 ordentlicher Professor der philosophischen Fakultät zu Halle. Er verwaltete dreimal das Prorektorat der Universität unter besonders schwierigen Verhältnissen: 1805–1806, 1816–1817 und 1821–1823.
Am 8. November 1814 wurde er in die hallesche Freimaurerloge Zu den drei Degen aufgenommen, in der er unter anderem das Amt des Redners wahrnahm. 1814 gründete er gemeinsam mit Johann Friedrich Naue (1787–1858) die Hallesche Singakademie. Von 1815 bis 1823 leitete er, ebenfalls mit Naue, die berühmten Bergkonzerte der Loge.
Als hervorragender Patriot und Freimaurer leitete Maaß während der Kriegs- und Nachkriegsjahre 1813–1815 die halleschen Lazarette, den Verein kriegsgeschädigter Frauen und die Armenpflege.
Maaß verehelichte sich Ende 1809 mit Ernestine Sophie geb. Glüsing (* Juli 1774 in Weimar), Witwe des Druckers und Verlagsbuchhändlers Johann Gottfried Ruff und Schwägerin des Verlagsbuchhändlers Bispink in Halle. Dadurch wurde Maaß Stiefvater von (mindestens) drei Kindern aus der ersten Ehe seiner Frau: Johanne Friederike Christiane Ruff, die sich im Mai 1818 mit seinem Kollegen, dem Musikdirektor Naue verehelichte; Conrad Friedrich Theodor Ruff (* 14. August 1797; † 9. August 1836); und Adolph Heinrich Friedrich Ruff (* 1799). In der neuen Ehe wurde eine Tochter geboren und ein Sohn, der jedoch nur kurz lebte.
Maaß starb am 23. Dezember 1823. Die Leichenpredigt mit einem kurzen Abriss seines Lebens und Wirkens hielt August Hermann Niemeyer. Seine Witwe betraute ihren Sohn Friedrich mit der Geschäftsführung des Verlags Ruffsche Verlagsbuchhandlung. Nach ihrem Tod am 1. August 1826 leitete Friedrich den Verlag („Ruffsche Verlagshandlung (Maaßʼs Erben)“) und die Buchhandlung; sein Bruder Heinrich führte die Druckerei.
Joh. Geb. Ehrenreich Maaß wurde am 17. Januar 1816 mit dem Eisernen Kreuz Zweiter Klasse am weißen Bande mit schwarzen Streifen ausgezeichnet. Die Loge Zu den drei Degen stiftete ihm bei der Jahrhundertfeier der Völkerschlacht von Leipzig eine Gedenktafel „zum Gedächtnis aufopfernder Menschenliebe“; sie befindet sich auf dem Stadtgottesacker Halle im Schwibbogen 54.
Philosophisch relevant ist Maaß heute noch vor allem als früher Kritiker von Kants Kritik der reinen Vernunft, so etwa von der dortigen Unterscheidung zwischen analytischen und synthetischen Urteilen.

## Werke (Auswahl)
- Paralipomena ad historiam doctrinae de associatione idearum. Halle, 27. Oktober 1787. Digitalisat.
- Briefe über die Antinomie der Vernunft. Friedrich Daniel Francke, Halle 1788. Digitalisat.
- Ueber die Aehnlichkeit der christlichen mit der neuesten philosophischen Sittenlehre. Dykische Buchhandlung, Leipzig 1791. Digitalisat.
- Versuch über die Einbildungskraft. Michaelis und Bispink, Halle 1792. Digitalisat.
- [anonym:] Kritische Theorie der Offenbarung. Nebst Berichtigung der Schrift: Christus und die Vernunft. Michaelis und Bispink, Halle 1792. Digitalisat.
- Grundriß der Logik. Zum Gebrauche bei Vorlesungen. Michaelis und Compagnie, Halle 1793. Digitalisat.
  - Vierte verbesserte Ausgabe. Ruffsche Verlagsbuchhandlung, Halle und Leipzig 1823. Digitalisat.
- Ueber Rechte und Verbindlichkeiten überhaupt und die bürgerlichen insbesondere. Renger, Halle 1794. Digitalisat.
- Grundriß der reinen Mathematik zum Gebrauche bei Vorlesungen und beim eigenen Studium. Renger, Halle 1796. Digitalisat.
- Gundriß der allgemeinen und besondern reinen Rhetorik. Johann Gottfried Ruff, Halle und Leipzig 1798. Digitalisat.
- Versuch über die Leidenschaften. Theoretisch und practisch. Zwei Theile. Ruffsche Verlagshandlung, Halle und Leipzig 1805 und 1807. Digitalisate.
- Grundriß des Naturrechts. Zum Gebrauche bei Vorlesungen. Ambrosius Barth, Leipzig 1808. Digitalisat.
- Versuch über die Gefühle, besonders über die Affecten. Zwei Theile. Reinicke und Comp., Halle und Leipzig 1811 und 1812. Digitalisate.
- Henriette und Julie oder Gefühl und Leichtsinn. Ein Familiengemälde. (Familiengemälde, 3. Band.) Ruffsche Verlagshandlung, Halle und Leipzig 1813. Digitalisat.[16]
- [pseudonym:] Merkwürdige Thatsachen aus Bonaparteʼs neuester Geschichte. Von einem Augenzeugen. In Reime gebracht durch Johannes Andreas Knittel. Halle 1815. Digitalisat.
- Sinnverwandte Wörter zur Ergänzung der Eberhardischen Synonymik. Ruffsche Buchhandlung, Halle und Leipzig. 1. Band A bis D, 1818; 2. Band E bis G, 1819; 3. Band H bis L, 1819; 4. Band M bis Schw, 1820; 5. Band Se bis Um 1820; 6. Band Un bis Z, 1821.
- Handbuch zur Vergleichung und richtigen Anwendung der sinnverwandten Wörter der deutschen Sprache. Ruffsche Verlagsbuchhandlung, Halle und Leipzig.
  - Erster Theil enthaltend einen Auszug aus J. A. Eberhardʼs Synonymik. 1822.
  - Zweiter Theil. Auszug aus des Verfassers ausführlichem Werke über sinnverwandte Wörter, welche in Eberhards Synonymik nicht enthalten sind, A bis J, 1821; Dritter Theil, K bis Z, 1822.

Philosophische Aufsätze:
- Ueber die transcendentale Aesthetik. In: Philosophisches Magazin. 1 (2), 1788, S. 117–149.
- Vorläufige Erklärung des Verfassers der Briefe über die Antinomie der Vernunft, in Rücksicht auf die Recension dieser Briefe in der allgem. Litt. Zeitung. In: Philosophisches Magazin. 1 (3), 1789, S. 340–343.
- Berichtigung eines Urtheils in der allgem. Litt. Zeitung. In: Philosophisches Magazin. 1 (4), 1789, S. 406–412.
- Ueber die Antinomie der reinen Vernunft. In: Philosophisches Magazin. 1 (4), 1789, S. 469–495.
- Ueber die apodiktische Gewisheit. In: Philosophisches Magazin. 2 (2), 1789, S. 129–185.
- Ueber den höchsten Grundsatz der synthetischen Urtheile; in Beziehung auf die Theorie von der mathematischen Gewisheit. In: Philosophisches Magazin. 2 (2), 1789, S. 186–231.
- Ueber den Satz des zureichenden Grundes. In: Philosophisches Magazin. 3 (1), 1790, S. 173–204.
- Zusätze zu der Abhandlung über den höchsten Grundsatz der synthetischen Urtheile. In: Philosophisches Magazin. 4 (2), 1791, S. 235–253.
- Neue Bestätigung des Satzes: daß die Geometrie aus Begriffen beweise. In: Philosophisches Archiv. 1. Bandes 3. Stück, Berlin 1792, S. 96–99.
- Beweis einiger (nicht identischen) mathematischen Sätze aus bloßen Verstandesbegriffen. In: Philosophisches Archiv. 1. Bandes 3. Stück, Berlin 1792, S. 100–113.